# Rivière Yamaska Nord
Rivière Yamaska Nord är ett vattendrag i Kanada.   Det ligger i provinsen Québec, i den sydöstra delen av landet, 220 km öster om huvudstaden Ottawa.
Omgivningarna runt Rivière Yamaska Nord är en mosaik av jordbruksmark och naturlig växtlighet. Runt Rivière Yamaska Nord är det ganska glesbefolkat, med 34 invånare per kvadratkilometer.